# Łukawica (powiat leski)
Łukawica – wieś w Polsce położona w województwie podkarpackim, w powiecie leskim, w gminie Lesko, nad rzeką San.
| SIMC    | Nazwa   | Rodzaj    |
| ------- | ------- | --------- |
| 0355737 | Podstaw | część wsi |

## Historia
W 1443 Jan Kmita w sprawie sądowej między Marciszem z Iwonicza a jego stryjenką Jagienką Krzywiecką, żoną Jana Krzywieckiego poręczył za dotrzymanie umowy przez Jagienkę daniem intromisji Marciszowi na wsie Łukawica, Lesko Jankowce i inne położone pod zamkiem Sobień.
W latach 1456–1457 Stanisław, Mikołaj i Jan Kmita, bracia niedzielni z Wiśnicza, synowie Mikołaja Kmity z Sobnia pozwali Jana Kmitę z Wiśnicza – kasztela lwowskiego o gwałtowne zajęcie dóbr przypadłych im sorte vulgariter loszem: zamku Sobnia i wsi Łukawica, Lesko, Jankowce
W połowie XIX wieku właścicielem posiadłości tabularnej w Łukawicy był Edmund Krasicki.
Z Łukawicy pochodził Władysław Potocki, uczestnik powstania styczniowego z roku 1863, uczestnik bitwy pod Radziwiłłowem.
W II Rzeczypospolitej wieś w powiecie leskim województwa lwowskiego. W latach 1944–1945 nacjonaliści ukraińscy z OUN-UPA zamordowali 9 Polaków, w tym 3 kolejarzy, paląc gospodarstwa polskie oraz te, które pozostały po Ukraińcach przesiedlonych do ZSRR.
W latach 1954–1972 wieś należała i była siedzibą władz gromady Łukawica. W latach 1975–1998 miejscowość należała administracyjnie do województwa krośnieńskiego.